# نوک‌خاری پشت‌توسی
نوک‌خاری پشت‌توسی (نام علمی: Acanthiza robustirostris) نام یک گونه از سرده نوک‌خاری است.